# NGC 7491
NGC 7491 is een spiraalvormig sterrenstelsel in het sterrenbeeld Waterman. Het hemelobject werd op 21 augustus 1881 ontdekt door de Franse astronoom Édouard Jean-Marie Stephan.

## Synoniemen
- MCG -1-59-2
- IRAS 23054-0614
- PGC 70546